# Oeke Hoogendijk
Pour les articles homonymes, voir Hoogendijk.
 (octobre 2018).
Oeke Hoogendijk, née en 1961 aux Pays-Bas, est une réalisatrice néerlandaise.

## Filmographie

### Documentaires
- 1998 : The Saved: co-réalisé avec Paul Cohen[2]
- 2003 : The Holocaust Experience
- 2008 : The New Rijksmuseum[3]
- 2008 : The New Rijksmuseum Part 1[4]
- 2008 : The New Rijksmuseum Part 2[5]
- 2013 : The New Rijksmuseum Part 3[6]
- 2013 : The New Rijksmuseum Part 4
- 2014 : The New Rijksmuseum - The Film[7]
- 2019 : My Rembrandt